# Baráth László (ügyvéd)
Martonosi Baráth László (Rimaszombat, 1910. február 21. – Asunción (Paraguay), 1975. november 21.) ügyvéd, publicista, lapszerkesztő.

## Élete
Rimaszombatban járt gimnáziumba, a Prágai Egyetemen jogot végzett. Egyetemistaként a prágai Magyar Akadémikusok Körének elnöke volt, de szerepet vállalt a Magyar Protestáns Baráti Kör s a Széchenyi Reformmozgalom nevű egyetemista csoportokban is, melyek ellenezték a felekezeti jellegű szervezkedéseket. Tanulmányai befejeztével Farkas István íróval megalapította az egyetemet végzettek mozgalmi szervezetét, a Gömöri Diétát, s rövid életű lapjának, az Egyenes Útonnak volt felelős szerkesztője. Rimaszombatban lett ügyvéd, s a helyi evangélikus hitközség vezetőségi tagja és a Szlovenszkói Magyar Evangélikusok Szövetségének világi jegyzője volt. 1944 végén Nicaraguába emigrált.
1955-ben elnökletével megalakult a Paraguayi Magyar Kultúregyesület. 1974-es megszűnésével a Lambaréi Magyar Temető Egyesület alapító elnöke lett.
Egyetemista éveitől kezdve közölte írásait. A csehszlovákiai magyar ellenzéki pártok híve s egyúttal belső kritikusa volt. Fábry Zoltánnal vitázott.

## Művei
- 1936 A csehszlovákiai magyar mozgalmak meddősége. Magyar Írás 1936/9
- 1937 A „politikamentes" kisebbségi kultúrélet. Magyar Írás 1937/3
- 1938 Az evangélikusok. In: Magyarok Csehszlovákiában 1918-1938, Budapest/ 1993 Vagyunk és leszünk - A szlovenszkói magyarság társadalmi rajza 1918-1945. Pozsony (szerk. Fazekas József)